# こっちを向いて
「こっちを向いて」（こっちをむいて）は、2007年2月・3月に、NHKの音楽番組『みんなのうた』で放送された楽曲。作詞：松宮恭子、作曲・編曲：菅井えり、歌：石野真子。